# Lijst van voetbalinterlands Rusland - Vietnam
Deze lijst van voetbalinterlands is een overzicht van alle officiële voetbalwedstrijden tussen de nationale teams van Rusland en Vietnam. De landen hebben tot op heden een keer tegen elkaar gespeeld. Dat was een vriendschappelijke wedstrijd op 5 september 2024 in Hanoi.

## Wedstrijden
| № | Plaats | Datum            | Competitie        | Wedstrijd         | Uitslag |
| - | ------ | ---------------- | ----------------- | ----------------- | ------- |
| 1 | Hanoi  | 5 september 2024 | Vriendschappelijk | Vietnam − Rusland | 0 − 3   |

## Samenvatting
| Competitie        | Totaal gespeeld | Winst Rusland | Gelijk | Winst Vietnam | Doelsaldo Rusland – Vietnam |
| ----------------- | --------------- | ------------- | ------ | ------------- | --------------------------- |
| Vriendschappelijk | 1               | 1             | 0      | 0             | 3 − 0                       |
| Totaal            | 1               | 1             | 0      | 0             | 3 − 0                       |

RFS · A-internationals · Bondscoaches · Selecties · Statistieken · Russisch vrouwenelftal · Rusland U21 · Rusland U20 · Rusland U19 · Rusland U18 · Rusland U17 · Rusland U16
1912 – 1914 · 
1992 – 1999 · 
2000 – 2009 · 
2010 – 2019 ·
2020 − 2029
EK 1992** · 
EK 1996 · 
EK 2004 · 
EK 2008 · 
EK 2012 · 
EK 2016 · 
EK 2020
WK 1994 · 
WK 1998 · 
WK 2002 · 
WK 2006 · 
WK 2010 · 
WK 2014 · 
WK 2018
OS 1912
1912 · 
1913 · 
1914 · 
1915–1991 · 
1992 · 
1993 · 
1994 · 
1995 · 
1996 · 
1997 · 
1998 · 
1999 · 
2000 · 
2001 · 
2002 · 
2003 · 
2004 · 
2005 · 
2006 · 
2007 · 
2008 · 
2009 · 
2010 · 
2011 · 
2012 · 
2013 · 
2014 · 
2015 · 
2016 · 
2017 · 
2018 ·
2019 ·
2020 ·
2021 ·
2022 ·
2023 ·
2024 ·
2025
Albanië ·
Algerije ·
Andorra · 
Argentinië ·
Armenië · 
Azerbeidzjan · 
België ·
Bolivia · 
Brazilië ·
Brunei ·
Bulgarije · 
Chili ·
Costa Rica ·
Cuba ·
Cyprus · 
Denemarken · 
Duitsland · 
Egypte ·
Engeland ·
El Salvador ·
Estland · 
Faeröer · 
 Finland · 
Frankrijk · 
Georgië · 
Ghana ·
Grenada ·
Griekenland · 
Hongarije ·
Ierland ·
IJsland ·
Irak ·
Iran ·
Israël · 
Italië ·
Ivoorkust ·
Japan ·
Joegoslavië ·
Kameroen ·
Kazachstan ·
Kenia ·
Kirgizië ·
Kroatië · 
Letland · 
Liechtenstein · 
Litouwen · 
Luxemburg ·  
Malta ·
Marokko · 
Mexico · 
Moldavië · 
Montenegro · 
Nederland · 
Nieuw-Zeeland ·
Noord-Ierland · 
Noord-Macedonië ·
Noorwegen · 
Oekraïne · 
Oezbekistan ·
Oostenrijk · 
Polen ·
Portugal ·
Qatar · 
Roemenië · 
San Marino · 
Saoedi-Arabië · 
Schotland · 
Servië · 
Slovenië · 
Slowakije · 
Spanje · 
Syrië ·
Tadzjikistan ·
Tsjechië · 
Tunesië ·
Turkije ·
Uruguay · 
Verenigde Arabische Emiraten · 
Verenigde Staten ·
Vietnam  ·
Wales · 
Wit-Rusland ·
Zuid-Korea · 
Zweden · 
Zwitserland
Algerije (2014) · 
België (2014) · 
België (2021) · 
Denemarken (2021) ·
Egypte (2018) ·
Engeland (2016) ·
Finland (2021) ·
Griekenland (2008) ·
Griekenland (2012) ·
Kroatië (2018) ·
Nederland (2008) ·
Polen (2012) ·
Saoedi-Arabië (2018) ·
Slowakije (2016) ·
Spanje (2008, groepsfase) ·
Spanje (2008, halve finale) ·
Spanje (2018) ·
Tsjechië (2012) ·
Uruguay (2018) ·
Wales (2016) ·
Zuid-Korea (2014) ·
Zweden (2008)
** = Onder de naam Gemenebest van Onafhankelijke Staten
VFF · 
A-internationals · 
Vietnamees vrouwenelftal
1991 – 1999 ·
2000 – 2009 ·
2010 – 2019 ·
2020 − 2029
Afghanistan ·
Albanië ·
Australië ·
Bahrein · 
Bangladesh · 
Bosnië en Herzegovina · 
Cambodja · 
China · 
Curaçao ·
Estland · 
Filipijnen · 
Guam · 
Guinee ·
Hongkong · 
India · 
Indonesië · 
Irak ·
Iran · 
Jamaica · 
Japan ·
Jemen · 
Jordanië ·
Kazachstan · 
Kirgizië ·
Koeweit · 
Laos · 
Libanon · 
Macau · 
Malediven · 
Maleisië · 
Mongolië · 
Mozambique ·
Myanmar · 
Nepal · 
Noord-Korea ·
Oezbekistan · 
Oman · 
Palestina ·
Qatar ·
Rusland ·
Saoedi-Arabië · 
Singapore · 
Sri Lanka · 
Syrië · 
Tadzjikistan · 
Taiwan · 
Thailand · 
Turkmenistan · 
Verenigde Arabische Emiraten · 
Zimbabwe · 
Zuid-Korea